# Valencianas de Juncos 2014
Questa voce raccoglie le informazioni riguardanti le Valencianas de Juncos nella stagione 2014.

## Stagione
La stagione 2014 vede Carlos Rodríguez approdare sulla panchina delle Valencianas de Juncos. Cambia quasi integralmente anche la rosa della squadra: sono ben otto i volti nuovi, tra i quali spiccano quelli delle statunitensi Heather Meyers e Hannah Werth, della dominicana naturalizzata Karla Echenique e della giocatrice locale Enimarie Fernández; in uscita si segnalano le tre straniere della stagione precedente, cioè Tara Mueller, Rachael Kidder e Roslandy Acosta, oltre che delle portoricane Hecters Rivera e Shirley Ferrer.
Il campionato si apre il 26 gennaio 2014 con una sconfitta in casa delle Lancheras de Cataño. Le Valencianas cedono alle Indias de Mayagüez anche nella gara successiva, col risultato poi convertito in un 3-0 a tavolo, che rappresenta il primo successo stagionale della squadra, che va poi in serie vincendo anche contro le Mets de Guaynabo, ottenendo così il primo successo sul campo, per poi trionfare ancora contro le Orientales de Humacao. Dopo questo buon inizio arrivano quattro sconfitte consecutive, che segnano portano all'avvicendamento in panchina tra Carlos Rodríguez e Luis Enrique Ruiz; tra le giocatrici, invece, Darangelyss Yantín, arrivata peraltro a stagione in corso, lascia dopo qualche incontro la squadra, seguita da Joan Santos ed Heather Meyers, sostituite da Mariel Medina ed Emily Brown. Tornate alla vittoria contro le Mets de Guaynabo, le Valencianas incappano in una nuova serie negativa, finendo sconfitte in cinque gare consecutive. Nel mese di marzo, vista l'impossibilità di qualificarsi ai play-off, viene rilasciata anche Hannah Werth; ottenuta la quinta ed ultima vittoria stagione sulle Lancheras de Cataño, la squadra conclude la stagione regolare con sei sconfitte consecutive, chiudendo in ottava ed ultima posizione.

## Organigramma societario
Area direttiva
- Presidente: Ernesto Camacho

Area tecnica
- Primo allenatore: Carlos Rodríguez (fino a febbraio), Luis Enrique Ruiz (da febbraio)
- Assistente allenatore: Eric González
- Fisioterapista: Juan Rivera Wharthon
- Statistico: Carlos Almeyda

## Rosa
| N° | Nome               | Ruolo | Data di nascita  | Nazionalità sportiva |
| -- | ------------------ | ----- | ---------------- | -------------------- |
| 1  | Joedly Narváez     | S/O   | 18 ottobre 1991  | Porto Rico           |
| 2  | Paola Ortíz        | S     | 20 ottobre 1994  | Porto Rico           |
| 3  | Joan Santos        | P     | 31 maggio 1991   | Porto Rico           |
| 3  | Mariel Medina      | P     | 6 ottobre 1988   | Porto Rico           |
| 4  | Darangelyss Yantín | S     | 8 luglio 1985    | Porto Rico           |
| 5  | Leichelie Guzmán   | S/O   | 11 febbraio 1990 | Porto Rico           |
| 6  | Guadalupe Bou      | S     |                  | Porto Rico           |
| 7  | Laurie González    | L     | 8 maggio 1989    | Porto Rico           |
| 8  | Victoria Polo      | C     |                  | Porto Rico           |
| 9  | Sheila Ocasio      | C     | 7 novembre 1982  | Porto Rico           |
| 10 | Enimarie Fernández | C     | 25 febbraio 1988 | Porto Rico           |
| 11 | Myriam Quijano     | C     | 1987             | Porto Rico           |
| 12 | Karla Echenique    | P     | 16 maggio 1986   | Rep. Dominicana      |
| 14 | Emily Brown        | S/O   | 23 gennaio 1986  | Stati Uniti          |
| 15 | Heather Meyers     | S/O   | 18 aprile 1989   | Stati Uniti          |
| 18 | Hannah Werth       | S     | 1º novembre 1990 | Stati Uniti          |

## Mercato
| Acquisti | Acquisti           | Acquisti              | Acquisti   |
| R.       | Nome               | da                    | Modalità   |
| -------- | ------------------ | --------------------- | ---------- |
| L        | Paola Ortíz        | ?                     | definitivo |
| S/O      | Leichelie Guzmán   | ?                     | definitivo |
| C        | Victoria Polo      | ?                     | definitivo |
| C        | Enimarie Fernández | Vaqueras de Bayamón   | definitivo |
| C        | Myriam Quijano     | Mets de Guaynabo      | definitivo |
| P        | Karla Echenique    | Lancheras de Cataño   | definitivo |
| S/O      | Heather Meyers     | Wiesbaden             | definitivo |
| S        | Hannah Werth       | Vaqueras de Bayamón   | definitivo |
| S/O      | Emily Brown        | Orientales de Humacao | definitivo |
| P        | Mariel Medina      | Orientales de Humacao | definitivo |
| S        | Darangelyss Yantín | Orientales de Humacao | definitivo |

| Cessioni | Cessioni           | Cessioni              | Cessioni   |
| R.       | Nome               | a                     | Modalità   |
| -------- | ------------------ | --------------------- | ---------- |
| S        | Tara Mueller       | Istres                | definitivo |
| S        | Ashley Aponte      | Mets de Guaynabo      | definitivo |
| P        | Kelie Nicholson    | -                     | ritirata   |
| P        | Hecters Rivera     | Mets de Guaynabo      | definitivo |
| S        | Rachael Kidder     | IHF                   | definitivo |
| S/O      | Tanisha Peña       | Orientales de Humacao | definitivo |
| S/O      | Shirley Ferrer     | Orientales de Humacao | definitivo |
| S        | Roslandy Acosta    | Kangasala             | definitivo |
| P        | Joan Santos        | -                     | ritirata   |
| S        | Darangelyss Yantín | Inattiva              | definitivo |
| S/O      | Heather Meyers     | Inattiva              | definitivo |
| S        | Hannah Werth       | Lancheras de Cataño   | definitivo |

## Risultati

### LVSF

#### Regular season
| 1ª giornata - 26 gennaio 2014 Coliseo Cosme Beitia Sálamo, Cataño         | Lancheras de Cataño   | 3 - 0 | Valencianas de Juncos | 25-21, 25-20, 25-22              |
| 2ª giornata - 31 gennaio 2014 Coliseo Rafael Amalbert, Juncos             | Valencianas de Juncos | 1 - 3 | Indias de Mayagüez    | 16-25, 25-18, 21-25, 22-25       |
| 3ª giornata - 2 febbraio 2014 Coliseo Mario Morales, Guaynabo             | Mets de Guaynabo      | 1 - 3 | Valencianas de Juncos | 15-25, 22-25, 25-12, 23-25       |
| 4ª giornata - 6 febbraio 2014 Coliseo Rafael Amalbert, Juncos             | Valencianas de Juncos | 3 - 1 | Orientales de Humacao | 23-25, 25-20, 25-18, 25-21       |
| 5ª giornata - 8 febbraio 2014 Coliseo Rafael Amalbert, Juncos             | Valencianas de Juncos | 0 - 3 | Criollas de Caguas    | 19-25, 20-25, 17-25              |
| 6ª giornata - 13 febbraio 2014 Coliseo Salvador Dijols, Ponce             | Leonas de Ponce       | 3 - 0 | Valencianas de Juncos | 25-22, 25-21, 25-17              |
| 7ª giornata - 15 febbraio 2014 Coliseo Rafael Amalbert, Juncos            | Valencianas de Juncos | 1 - 3 | Gigantes de Carolina  | 22-25, 25-23, 18-25, 14-25       |
| 8ª giornata - 21 febbraio 2014 Coliseo Rebekah Colberg Cabrera, Cabo Rojo | Indias de Mayagüez    | 3 - 0 | Valencianas de Juncos | 25-14, 25-23, 16-25              |
| 9ª giornata - 23 febbraio 2014 Coliseo Rafael Amalbert, Juncos            | Valencianas de Juncos | 3 - 0 | Mets de Guaynabo      | 25-17, 23-25, 25-17              |
| 10ª giornata - 27 febbraio 2014 Coliseo Rafael Amalbert, Juncos           | Valencianas de Juncos | 1 - 3 | Orientales de Humacao | 22-25, 25-20, 17-25, 15-25       |
| 11ª giornata - 1 marzo 2014 Coliseo Héctor Solá Bezares, Caguas           | Criollas de Caguas    | 3 - 0 | Valencianas de Juncos | 25-23, 25-18, 25-15              |
| 12ª giornata - 6 marzo 2014 Coliseo Guillermo Angulo, Carolina            | Gigantes de Carolina  | 3 - 0 | Valencianas de Juncos | 25-22, 25-21, 25-22              |
| 13ª giornata - 8 marzo 2014 Coliseo Rafael Amalbert, Juncos               | Valencianas de Juncos | 0 - 3 | Leonas de Ponce       | 22-25, 21-25, 12-25              |
| 14ª giornata - 14 marzo 2014 Coliseo Cosme Beitia Sálamo, Cataño          | Lancheras de Cataño   | 3 - 1 | Valencianas de Juncos | 25-16, 25-16, 22-25, 25-15       |
| 15ª giornata - 16 marzo 2014 Coliseo Rafael Amalbert, Juncos              | Valencianas de Juncos | 3 - 0 | Lancheras de Cataño   | 25-20, 25-19, 25-23              |
| 16ª giornata - 21 marzo 2014 Coliseo Rafael Amalbert, Juncos              | Valencianas de Juncos | 0 - 3 | Indias de Mayagüez    | 22-25, 22-25, 19-25              |
| 17ª giornata - 23 marzo 2014 Coliseo Mario Morales, Guaynabo              | Mets de Guaynabo      | 3 - 0 | Valencianas de Juncos | 25-13 25-23, 25-21               |
| 18ª giornata - 27 marzo 2014 Coliseo Rafael Amalbert, Juncos              | Valencianas de Juncos | 1 - 3 | Criollas de Caguas    | 21-25, 12-25, 22-25, 15-25       |
| 19ª giornata - 29 marzo 2014 Complejo Deportivo Emilio Huyke, Humacao     | Orientales de Humacao | 3 - 2 | Valencianas de Juncos | 25-18, 22-25, 25-13, 24-26, 15-8 |
| 20ª giornata - 3 aprile 2014 Coliseo Salvador Dijols, Ponce               | Leonas de Ponce       | 3 - 0 | Valencianas de Juncos | 25-18, 25-21, 25-18              |
| 21ª giornata - 5 aprile 2014 Coliseo Mario Morales, Guaynabo              | Gigantes de Carolina  | 3 - 1 | Valencianas de Juncos | 25-19, 25-22, 22-25, 25-17       |

## Statistiche

### Statistiche di squadra
| Competizione | Punti | In casa | In casa | In casa | In trasferta | In trasferta | In trasferta | Totale | Totale | Totale |
| Competizione | Punti | G       | V       | P       | G            | V            | P            | G      | V      | P      |
| ------------ | ----- | ------- | ------- | ------- | ------------ | ------------ | ------------ | ------ | ------ | ------ |
| LVSF         | 16    | 10      | 4       | 6       | 11           | 1            | 10           | 21     | 5      | 16     |
| Totale       | -     | 10      | 4       | 6       | 11           | 1            | 10           | 21     | 5      | 16     |

G = partite giocate; V = partite vinte; P = partite perse